# 스텔라 맥스웰
스텔라 맥스웰(Stella Maxwell, 1990년 5월 15일 ~ )은 벨기에 출생 북아일랜드의 모델이다. 2015년부터 2021년까지 빅토리아 시크릿 앤젤로 활동하였다.

## 사생활
미국 여배우 크리스틴 스튜어트와 교제했었다. 동성애자아니면 양성애자이다.